# Bitwa pod Whitestone Hill
Bitwa pod Whitestone Hill – starcie zbrojne, które miało miejsce we wrześniu 1863 w trakcie wojny USA z Dakotami.
Po zwycięskiej wyprawie w lipcu 1863 roku, generał Henry Sibley opuścił Terytorium Dakoty. Wówczas przegnani przez niego Dakotowie zaczęli powracać na swoje tradycyjne tereny łowieckie. Generał Alfred Sully postanowił odnaleźć ich i ukarać. 3 września 1863 Sully osiągnął jezioro, nad którym odnalazł szczątki licznych, niedawno zabitych, bizonów. Ok. godziny 3 po południu żołnierze z 6 pułku kawalerii odkryli obóz złożony z około 400 tipi, który żołnierze usiłowali otoczyć, zanim jeszcze powiadomiono o tym Sully’ego. Informacja dotarła do generała około godziny 4. Ruszył on na czele reszty żołnierzy, oprócz źle jeżdżących konno, których zostawił do opieki nad zapasami i zwierzętami.
Godzinę później Sully i jego ludzie osiągnęli obóz Dakotów, który Indianie usiłowali opuścić. Sully posłał swych ludzi na pomoc 6 pułkowi. Chociaż Indianie próbowali kontratakować – nie udało im się to. Dakotowie załamali się pod silnym ogniem żołnierzy i rzucili się do ucieczki, ścigani przez kawalerię. Walka zakończyła się po zapadnięciu ciemności, lecz pojedyncze strzały padały również w nocy. Sully rozkazał trębaczowi grać sygnał zbiórki i cały jego oddział pozostał pod bronią przez resztę nocy.
W trakcie bitwy zginęło 20 żołnierzy, zaś 38 zostało rannych. Straty Indian to 100 do 300 zabitych, a także 30 mężczyzn oraz 124 kobiety i dzieci wziętych do niewoli. Rankiem Sully utworzył obóz na pobojowisku i przez kolejne dwa dni wysyłał z niego silne zwiady w poszukiwaniu resztek pobitego przeciwnika. Rozkazał także zniszczenie indiańskich zapasów, żywności itp., które znaleziono w obozowisku.
5 września oficer i 27 żołnierzy z 2 pułku kawalerii Nebraski wyruszyli na poszukiwanie chirurga i 8 żołnierzy zaginionych podczas bitwy 3 września. Około 15 mil na północny zachód od obozu zostali oni zaatakowani przez około 300 Dakotów. Żołnierze nie byli w stanie przeciwstawić się takiej sile i rozpoczęli powolny odwrót, prowadząc wciąż ogień. Kiedy Indianie zbliżyli się, żołnierze wpadli w panikę i rzucili się do ucieczki mimo nalegań oficera. Ostatecznie dotarli do obozu tracąc w trakcie strzelaniny sześciu ludzi.
Chociaż ludzie Sully’ego zniszczyli duży obóz Dakotów, zabili i ranili wielu mężczyzn oraz wzięli do niewoli wiele kobiet i dzieci, opór Dakotów na tym terenie nie został złamany.